# Дрісля
Дрісля (рум. Drislea) — село у повіті Ботошані в Румунії. Входить до складу комуни Трушешть.
Село розташоване на відстані 377 км на північ від Бухареста, 23 км на схід від Ботошань, 83 км на північний захід від Ясс.

## Населення
За даними перепису населення 2002 року у селі проживали 1074 особи, усі — румуни. Усі жителі села рідною мовою назвали румунську.